# AD Atlética do Paraná
AD Atlética do Paraná is een Braziliaanse voetbalclub uit de stad Campo Mourão in de staat Paraná. De club wordt vaak afgekort als ADAP. De club is opgericht in de jaren 70. Het thuisstadion is de Estádio Roberto Brzezinski. De clubkleuren zijn zwart met rood. De beste prestatie van ADAP is de tweede plaats in het Campeonato Paranaense van 2006, waarmee het een plaats in de Série C van het Campeonato Brasileiro wist te bemachtigen.
Eind 2006 fuseerde de club met Grêmio Esportivo Maringá tot ADAP Galo Maringá en verhuisde het naar de stad Maringá.

## Geschiedenis
In de jaren 1970 werd bij de gebroeders Adilson en Avanilton Batista Prado belangstelling gewekt voor het besturen van voetbalclubs, toen zij hielpen bij het opbouwen van de Associação Portuguesinha Jacarezinhense in hun thuisstad Jacarezinho. Voor hun studie moesten zij de stad verlaten, maar in de jaren 1990 kwamen zij terug en stichtten zij op 5 juni van 1999 de club Associação Desportiva Atlética do Paraná, ofwel ADAP.
Het was de eerste stap richting voltooiing van het project dat de gebroeders in de jaren 1970 hadden achtergelaten. De club begon dus met haar sportieve activiteiten in Jacarezinho, waar het tot het einde van 2001 zou blijven. In januari van 2002 werden de gebroeders uitgenodigd door zakenman Jaur Piassentini uit Maringá om eens een kijkje te nemen bij CFZ. Dit was een oud sportcomplex in Campo Mourão dat door een aantal zakenmensen gekocht was om het nieuw leven in te blazen. Burgemeester Tezelli van Campo Mourão nodigde de club ADAP uit om haar activiteiten naar zijn stad te verplaatsen en met hulp van de gemeente te professionaliseren. In 2002 deed ADAP daardoor voor het eerst mee aan de staatskampioenschappen in de Séria A-2. In haar eerste jaar werd de club meteen tweede en stelde het een plek in de Séria A-1 van de staat voor seizoen 2003 zeker.
Het seizoen 2003 werd gekenmerkt door een merkwaardige gebeurtenis. Met een slimme truc wist de club een plek in de hoogste afdeling te garanderen. In 2003 werd het Germano Kruger stadion in Ponta Grossa verbouwd. De bespelende club had beperkte financiële armslag en zag zich genoodzaakt hulp te zoeken. Ponta Grossa schreef zich in voor de hoogste divisie, waar ze recht op had, maar liet ADAP de wedstrijden spelen onder de naam ADAP - Ponta Grossa. De wedstrijden vonden echter wel in Campo Mourão plaats. ADAP eindigde op de 13e plaats en wist daarmee aan degradatie te ontsnappen.
Tegelijkertijd deed ADAP onder haar eigen naam mee aan de Série A-1 van het Campeonato Paranaense en het kwalificatietoernooi voor de landelijke Série C. In 2003 werd wederom promotie afgedwongen en een plek in de hoogste voetbalafdeling van Paraná was voor 2004 veiliggesteld. In 2004 verraste de club vriend en vijand met een 4e plaats. De campagne in 2006 was echter nog indrukwekkender. Na een vrij stabiele eerste fase waarin alleen van de grote clubs werd verloren, lukte het ADAP om in de kwartfinale Atlético Paranaense twee keer met 2-1 te verslaan. In de halve finale moest Coritiba, dat in de eerste ronde twee keer simpel had gewonnen, na penalty’s buigen voor ADAP. In de finaleronde moest ADAP echter haar meerdere erkennen in de derde grootmacht van de staat: Paraná Clube.
Aan het einde van 2006 fuseerde ADAP met Grêmio Esportivo Maringá tot ADAP Galo Maringá. De fusieclub speelde haar wedstrijden nu in de stad Maringá. De nieuwe club hield de structuren aan van Grêmio Maringá, echter werd deze club opgeheven in 2009.

## Bekende (ex-)spelers
- Jean Carlos Chera